# Ley de descanso dominical
La Ley 4661 es una legislación aprobada por el congreso argentino el 31 de agosto de 1905 que estableció el descanso dominical para trabajadores. Es considerada la primera ley obrera.
Fue impulsada por el diputado socialista Alfredo Palacios. Fue sancionada el 31 de agosto de 1905 y publicada en el boletín oficial nueve días después. La ley estipulaba multas para los patrones que no la cumplieran.